# ノビヨのしっぽ
ノビヨのしっぽは、ファイナルファンタジーシリーズの音楽の父である作曲家、植松伸夫の公式ファンクラブである。

## ファンクラブの概要
年会費は4,000円。植松がスクウェア・エニックスに所属していた時期に発足し、現在まで続いている。このような経緯から、ファンクラブ会員の募集やファンクラブ自体の維持・管理などはスクウェア・エニックスが行っている。当初は同社直営であったが、現在は植松が独立している事から、ファンクラブの運営については現在SMILE PLEASEから委託される形になっているものと思われる。
2008年3月末をもって、スクウェア・エニックスにおけるファンクラブサイトとファンクラブの終了となる。移管先はDOG EAR RECORDSとなっている。
なお形式としてはメールマガジン方式に変更されている。
2009年1月より新公式ファンクラブ犬耳家の親族開始。

## 会員特典
- 年間3回の会報誌が送付される。
- 入会特典として、ライブやコンサートのDVD、またはCDが毎年貰える（後述）。
- シリアルナンバー付きの会員証が送付される。
- 時折、植松伸夫に関する手紙、コンサートやライブの告知、予約関連情報などが送付される。

### 会報誌の内容
- 植松伸夫にゆかりのある人物と植松伸夫自身の対談
- 植松伸夫とウダツ田中の川柳の選種（句を選ぶこと）権
- 楽器の紹介（過去にはテルミン・リコーダーなど）

### 入会特典DVDの内容
- 2004年-THE BLACK MAGESアルバム発売記念ライブ(2003.2)
- 2005年-TOUR de JAPON - 日本国内6ヶ所でのFFオーケストラコンサートツアー(2004.3〜4)
- 2006年-THE BLACK MAGES II LIVE “The Skies Above”(2005.1)

## ファンクラブイベント
ファンクラブイベントが過去3回行われている。内容は、植松自身やファンによるFF音楽の演奏がメインである。
2回目のイベント開催後には、ファンクラブ会員限定でイベントの模様の映像が期間限定で公開された。また、3回目のイベント開催後には、植松ラヂヲにてイベントの模様が放送された。